# María Lucía Fernández
María Lucía Fernández Johnson (Bogotá, 14 de octubre de 1968) es una periodista y presentadora de noticias colombiana. 
Trabaja como presentadora en la emisión central de Noticias Caracol, siendo la presentadora principal de dicho noticiero. También es la presentadora del programa periodístico Séptimo Día de Caracol Televisión.

## Carrera profesional
Estudió, en primer lugar, en el Liceo Segovia, y luego la carrera de Comunicación social en la Pontificia Universidad Javeriana de Bogotá, siendo graduada con la tesis La Televisión Infantil en Colombia: Tres Pasos Atrás, Dos Adelante. Dicha carrera la financió a partir de sus actividades de modelaje para Stock Models. Intentó luego incursionar por vez primera en el Noticiero de las Siete, pero debido a sus compromisos laborales tuvo que declinar el ofrecimiento.

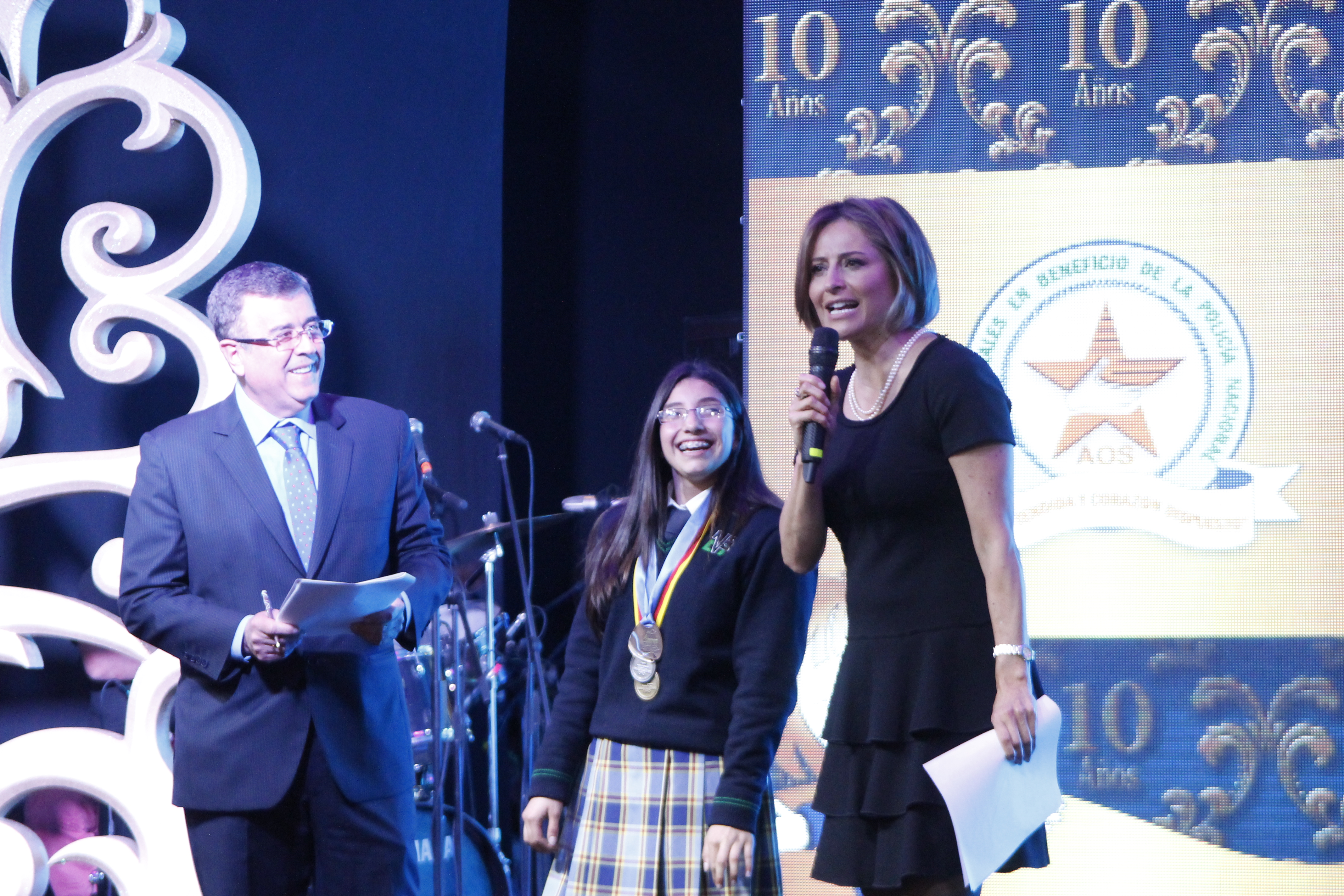
Fernández junto a Javier Hernández Bonett, en el evento Un Café por el Futuro de 2016.

Su debut televisivo fue con el magazín Panorama en 1991. Posteriormente fue presentadora suplente de QAP Noticias bajo la dirección de María Isabel Rueda y María Elvira Samper. En 1995, entró como presentadora de 7:30 Caracol, junto con Margarita Ortega y luego con Claudia Hoyos. Cuando Caracol Televisión pasó de ser programadora a canal de televisión en 1998, Fernández ocupó el puesto de presentadora de Caracol Noticias (hoy Noticias Caracol), primeramente en la emisión de noticias del mediodía, junto a Adriana Amat, y desde 2001, al sustituir a María Cristina Uribe, en la emisión central del noticiero, pasó a presentar dicho espacio primero junto a Isaac Nessim, y actualmente con Jorge Alfredo Vargas. Por otra parte, es copresentadora del programa televisivo Séptimo día desde el 1 de mayo de 2011, sustituyendo a Silvia Corzo, de mayo del 2011 a diciembre del 2018 presentó la sección política del noticiero Código Caracol, sustituyendo también a Silvia Corzo.
Al tiempo, incursionó en la radiodifusión durante la emisión del noticiero de la mañana de Caracol Radio junto con Darío Arizmendi hasta su renuncia en 2004, por el nombramiento de Ricardo Alarcón Gaviria a la presidencia de la entidad. María Lucía se ha destacado como presentadora de Noticias Caracol, no solo por su amplia trayectoria en este noticiero (desde que fue creado en 1995), sino por sus entrevistas a reconocidos personajes de la política y la vida pública colombiana.

## Vida personal e imagen pública
Su primer matrimonio fue con Juan Castañeda, del cual nacieron sus hijos Juan Martín (n. 1993) y Lorenzo (n. 1998). Tras su divorcio de este y con el éxito profesional en el periodismo, María Lucía se casó con Ricardo Alarcón Gaviria en 2002. Es seguidora del equipo de fútbol Millonarios.
En 2004, fue premiada como mejor presentadora de noticias en los Premios India Catalina en representación de Noticias Caracol mas no asistió a la ceremonia a causa retiro del canal por la declaratoria de desierto a la categoría de Mejor actor principal. Posteriormente, la Asociación Colombiana de Locutores la eligió en reconocimiento a su trayectoria como presentadora de noticias y crónicas en la categoría Gloria Valencia de Castaño como mejor presentadora.

## Premios y nominaciones
| Año  | Premiación                  | Trabajo nominado | Categoría                      | Resultado | Ref.   |
| ---- | --------------------------- | ---------------- | ------------------------------ | --------- | ------ |
| 2002 | XI Premios TVyNovelas       | Noticias Caracol | Mejor presentadora de noticias | Nominado  | —      |
| 2004 | XIII Premios TVyNovelas     | Noticias Caracol | Mejor presentadora de noticias | Nominado  | —      |
| 2004 | XX Premios India Catalina   | Noticias Caracol | Mejor presentadora de noticias | Ganador   | [ 10 ] |
| 2008 | XXIV Premios India Catalina | Noticias Caracol | Mejor presentadora de noticias | Nominado  | [ 12 ] |